# Fromental (Haute-Vienne)
Pour les articles homonymes, voir Fromental.
Fromental est une commune française située dans le département de la Haute-Vienne, en région Nouvelle-Aquitaine.

## Géographie

### Localisation et accès

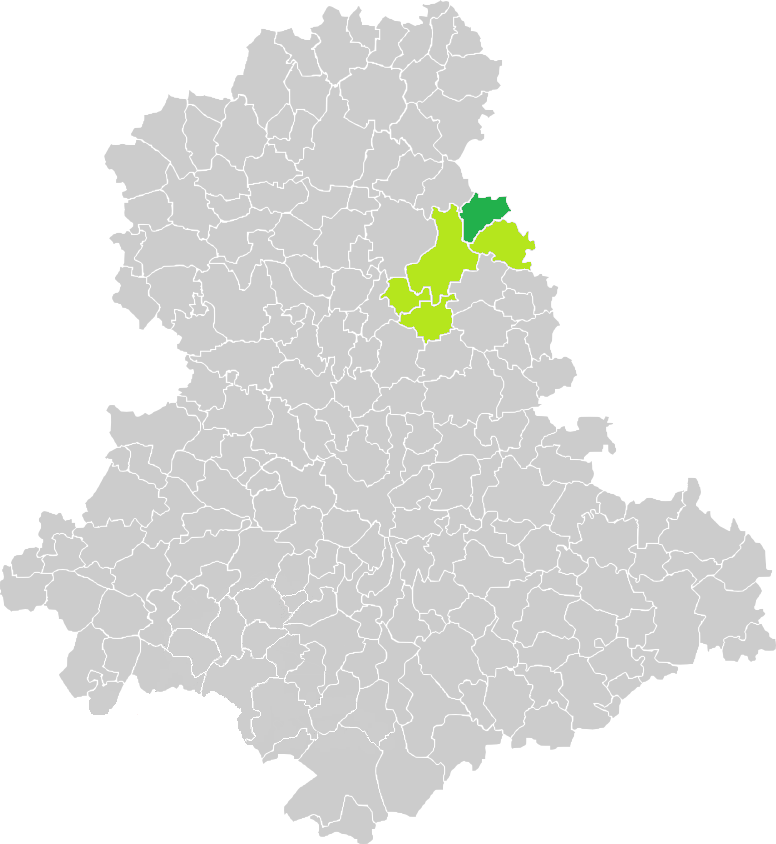
Situation de la commune de Fromental en Haute-Vienne.

Fromental est une commune rurale du nord de la Haute-Vienne, limitrophe de la Creuse, située dans la vallée de la Semme, près de l’axe Paris - Limoges.
Le village est situé à 7 km de Bessines-sur-Gartempe et à 12 km de La Souterraine.

### Communes limitrophes
Les communes limitrophes sont  Bessines-sur-Gartempe, Folles, Fursac, Saint-Amand-Magnazeix et Saint-Maurice-la-Souterraine.
| Saint-Amand-Magnazeix | Saint-Maurice-la-Souterraine (Creuse) |                 |
|                       | Fromental                             | Fursac (Creuse) |
| Bessines-sur-Gartempe |                                       | Folles          |

### Hydrographie

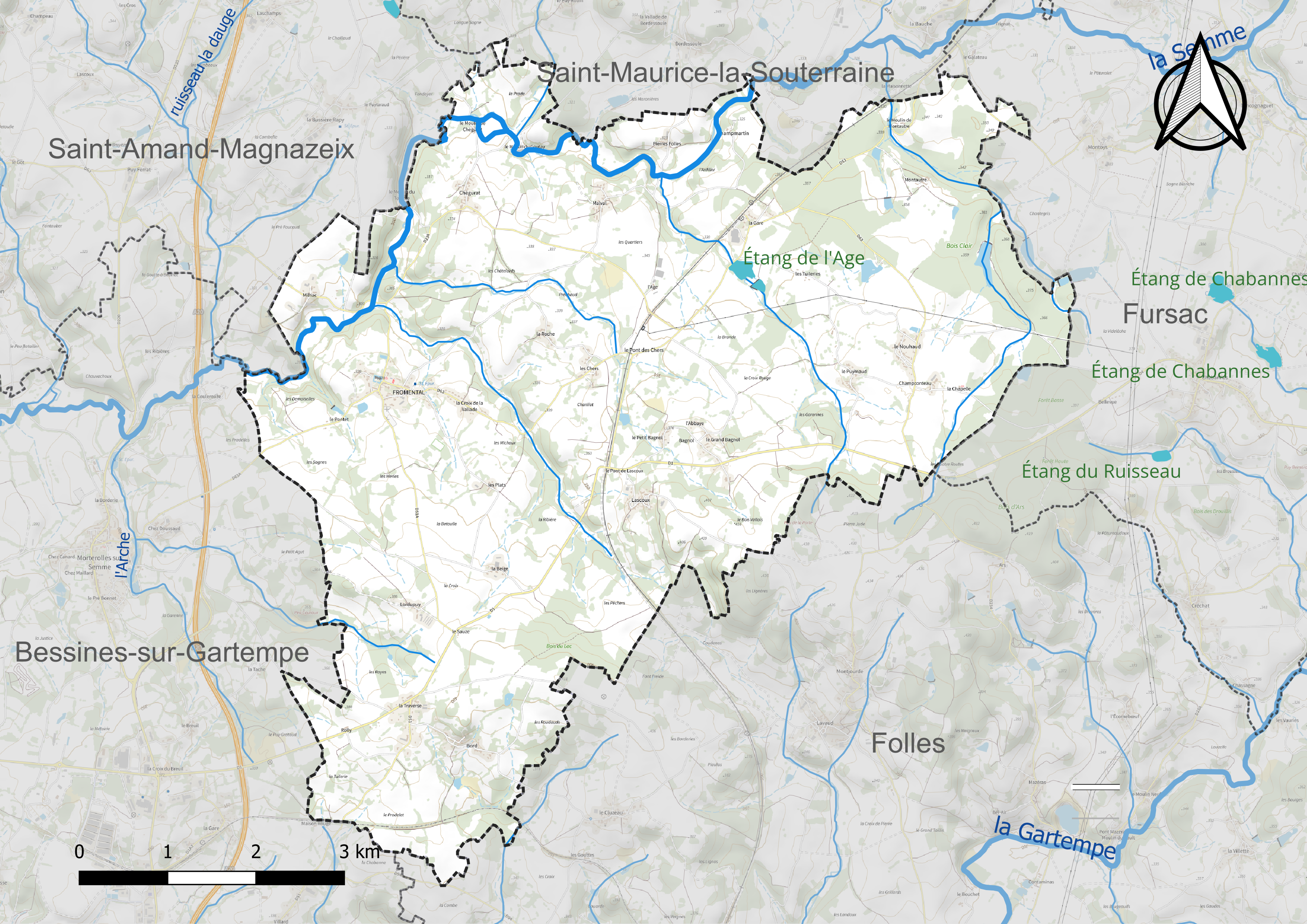
Carte du réseau hydrographique de mla commune.

La commune est drainée par la Semme et plusieurs ruisseaux qui y confluent.
La Semme est un affluent de la Gartempe, et donc un sous-affluent du fleuve la Loire par la Creuse et la Vienne

### Climat
Pour des articles plus généraux, voir Climat de la Nouvelle-Aquitaine et Climat de la Haute-Vienne.
Historiquement, la commune est dans une zone de transition entre le climat océanique limousin et le climat montagnard.
En 2020, Météo-France publie une typologie des climats de la France métropolitaine dans laquelle la commune est dans une zone de transition entre le climat océanique altéré et le climat de montagne et est dans la région climatique Ouest et nord-ouest du Massif Central, caractérisée par une pluviométrie annuelle de 900 à 1 500 mm, maximale en automne et en hiver.
Pour la période 1971-2000, la température annuelle moyenne est de 11 °C, avec une amplitude thermique annuelle de 15 °C. Le cumul annuel moyen de précipitations est de 976 mm, avec 13 jours de précipitations en janvier et 7,8 jours en juillet. Pour la période 1991-2020, la température moyenne annuelle observée sur la station météorologique la plus proche, située sur la commune de La Souterraine à 11 km à vol d'oiseau, est de 11,5 °C et le cumul annuel moyen de précipitations est de 1 031,4 mm,. Pour l'avenir, les paramètres climatiques de la commune estimés pour 2050 selon différents scénarios d’émission de gaz à effet de serre sont consultables sur un site dédié publié par Météo-France en novembre 2022.

## Urbanisme

### Typologie
Au 1er janvier 2024, Fromental est catégorisée commune rurale à habitat très dispersé, selon la nouvelle grille communale de densité à sept niveaux définie par l'Insee en 2022.
Elle est située hors unité urbaine. Par ailleurs la commune fait partie de l'aire d'attraction de Limoges, dont elle est une commune de la couronne,. Cette aire, qui regroupe 127 communes, est catégorisée dans les aires de 200 000 à moins de 700 000 habitants,.

### Occupation des sols

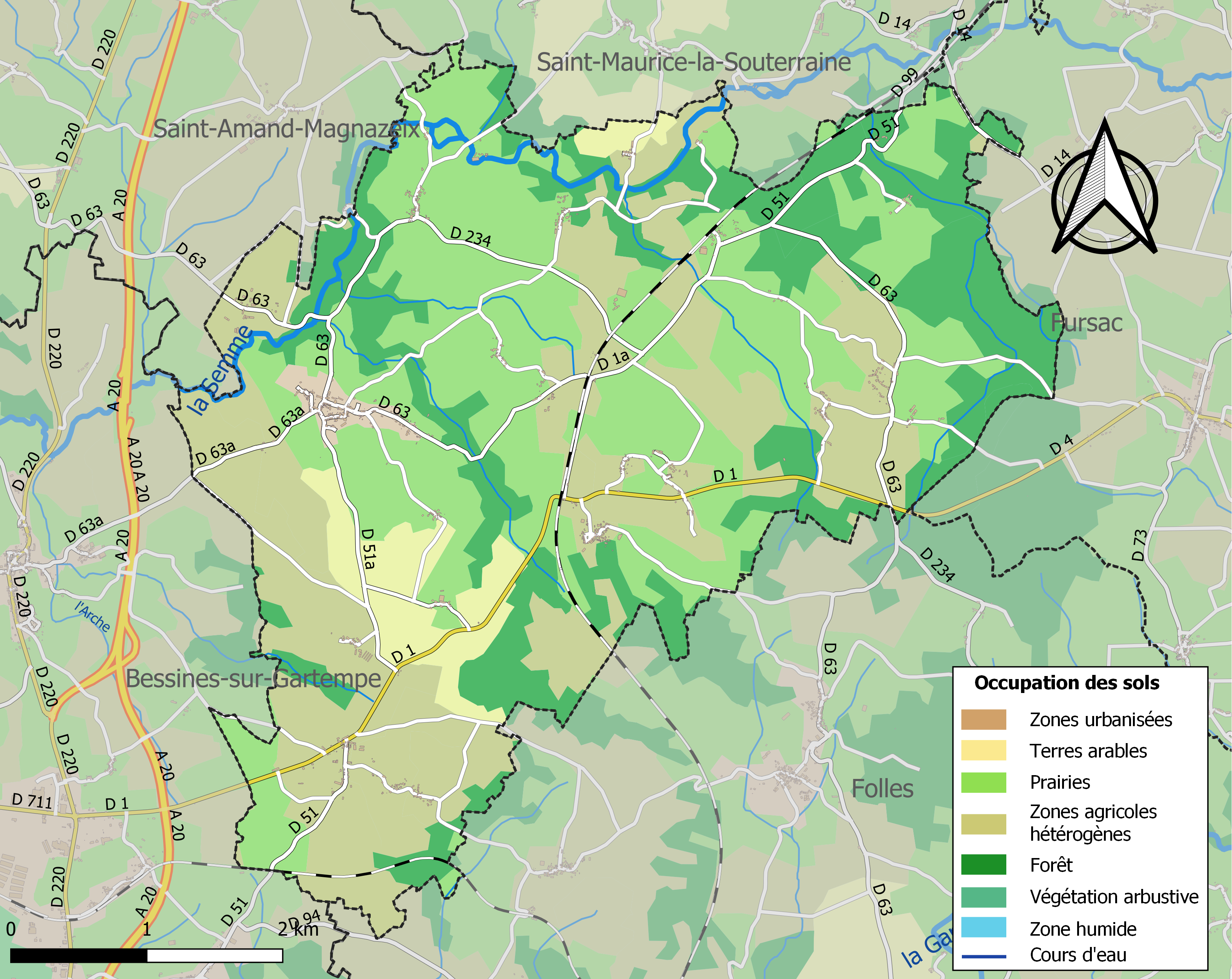
Carte des infrastructures et de l'occupation des sols de la commune en 2018 (CLC).

L'occupation des sols de la commune, telle qu'elle ressort de la base de données européenne d’occupation biophysique des sols Corine Land Cover (CLC), est marquée par l'importance des territoires agricoles (75,1 % en 2018), une proportion sensiblement équivalente à celle de 1990 (75 %). La répartition détaillée en 2018 est la suivante :
prairies (37,1 %), zones agricoles hétérogènes (32,8 %), forêts (23,8 %), terres arables (5,2 %), zones urbanisées (1,1 %). L'évolution de l’occupation des sols de la commune et de ses infrastructures peut être observée sur les différentes représentations cartographiques du territoire : la carte de Cassini (XVIIIe siècle), la carte d'état-major (1820-1866) et les cartes ou photos aériennes de l'IGN pour la période actuelle (1950 à aujourd'hui).

### Lieux-dits, hameaux et écarts
Outre le bourg, la commune compte plusieurs hameaux : Bord, La Traverse, Rolly, Lascoux, Le Petit Bagnol, Le Grand Bagnol, Le Puymaud, Les Rameaux, Le Nouhaud, L'Age, Malval, La Gare, Chégurat, Milhac, Pierresfolles, Champmartin, Montautre, La Chapelle, L'Abbaye, Champconteau, Lordupuy, Le Temple, Moulin de Chégurat, Le Moulin du Goutay, Le Goutay, le Moulin de Montautre, le Pont des Chers, Les Chers, La Roche, Les Plats, La Beige, Les Tuileries.

### Habitat et logement
En 2020, le nombre total de logements dans la commune était de 328, alors qu'il était de 324 en 2015 et de 310 en 2010.
Parmi ces logements, 69,9 % étaient des résidences principales, 16,6 % des résidences secondaires et 13,5 % des logements vacants. Ces logements étaient pour 96,3 % d'entre eux des maisons individuelles et pour 2,8 % des appartements.
Le tableau ci-dessous présente la typologie des logements à Fromental en 2020 en comparaison avec celle de la Haute-Vienne et de la France entière. Une caractéristique marquante du parc de logements est ainsi une proportion de résidences secondaires et logements occasionnels (16,6 %) supérieure à celle du département (7,7 %) et à celle de la France entière (9,7 %). Concernant le statut d'occupation de ces logements, 86,8 % des habitants de la commune sont propriétaires de leur logement (86 % en 2015), contre 62,3 % pour la Haute-Vienne et 57,5 pour la France entière.
| Typologie                                               | Fromental | Haute-Vienne | France entière |
| ------------------------------------------------------- | --------- | ------------ | -------------- |
| Résidences principales (en %)                           | 69,9      | 82,6         | 82,1           |
| Résidences secondaires et logements occasionnels (en %) | 16,6      | 7,7          | 9,7            |
| Logements vacants (en %)                                | 13,5      | 9,7          | 8,2            |

### Voies de communication et transports
L'accès à l'A20 est à 4 km en direction de Châteauroux et de la route Centre-Europe Atlantique (RN 145) est à 6 km en direction de Limoges.
La gare de Fromental, située sur la ligne des Aubrais - Orléans à Montauban-Ville-Bourbon, est une halte desservie par les trains de la relation commerciale Orléans - Vierzon - Châteauroux - Limoges (TER Centre-Val de Loire et TER Nouvelle-Aquitaine).

### Risques naturels et technologiques
Le territoire de la commune de Fromental est vulnérable à différents aléas naturels : météorologiques (tempête, orage, neige, grand froid, canicule ou sécheresse) et séisme (sismicité faible). Il est également exposé à un risque particulier : le risque de radon. Un site publié par le BRGM permet d'évaluer simplement et rapidement les risques d'un bien localisé soit par son adresse soit par le numéro de sa parcelle.

#### Risques naturels

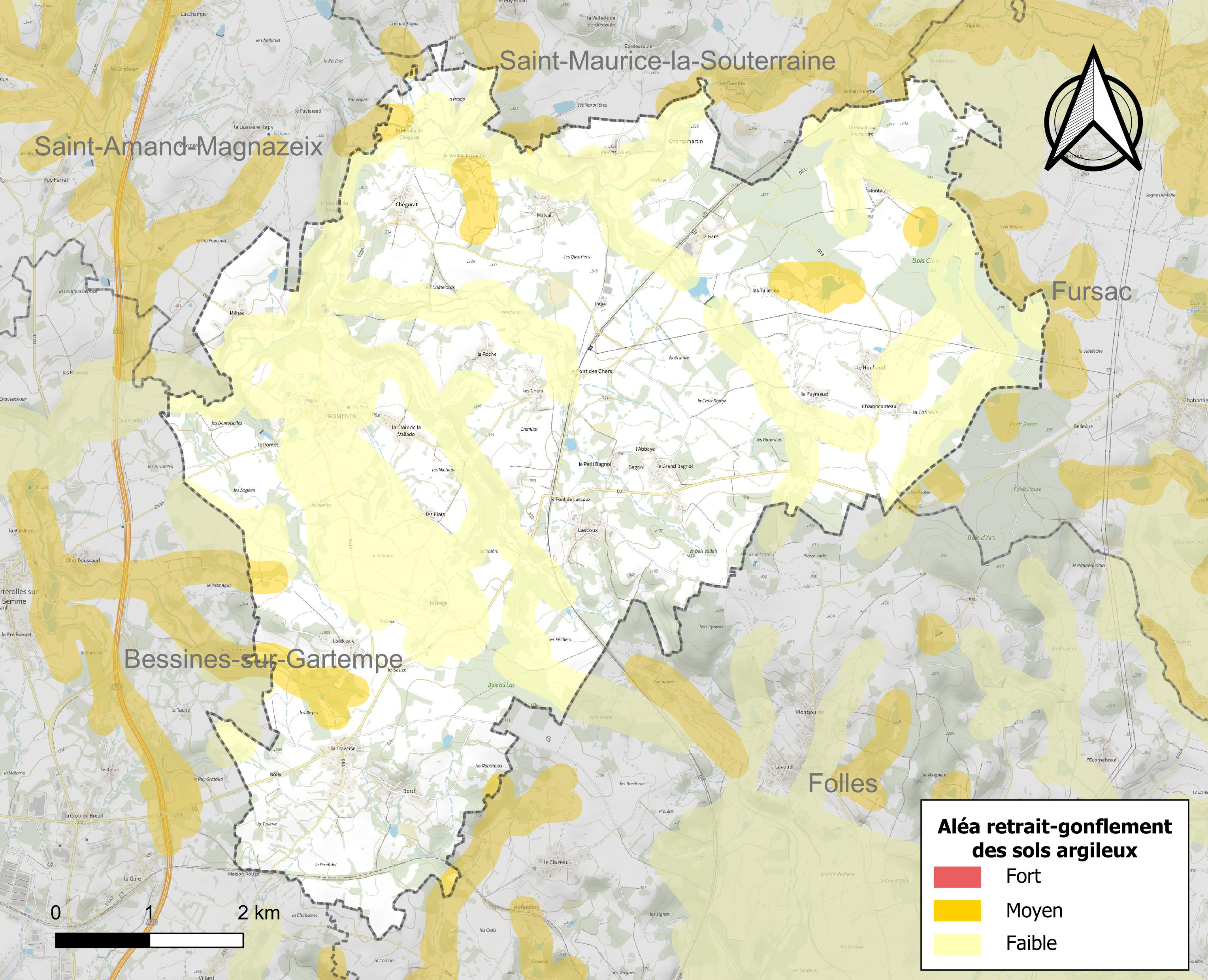
Carte des zones d'aléa retrait-gonflement des sols argileux de Fromental.

Le retrait-gonflement des sols argileux est susceptible d'engendrer des dommages importants aux bâtiments en cas d’alternance de périodes de sécheresse et de pluie. 3,8 % de la superficie communale est en aléa moyen ou fort (27 % au niveau départemental et 48,5 % au niveau national métropolitain). Depuis le 1er octobre 2020, en application de la loi ÉLAN, différentes contraintes s'imposent aux vendeurs, maîtres d'ouvrages ou constructeurs de biens situés dans une zone classée en aléa moyen ou fort,.
La commune a été reconnue en état de catastrophe naturelle au titre des dommages causés par les inondations et coulées de boue survenues en 1982 et 1999 et par des mouvements de terrain en 1999.

#### Risque particulier
Dans plusieurs parties du territoire national, le radon, accumulé dans certains logements ou autres locaux, peut constituer une source significative d’exposition de la population aux rayonnements ionisants. Selon la classification de 2018, la commune de Fromental est classée en zone 3, à savoir zone à potentiel radon significatif.

## Toponymie
En marchois, dialecte du Croissant, le nom de la commune est Fromentau.

## Histoire

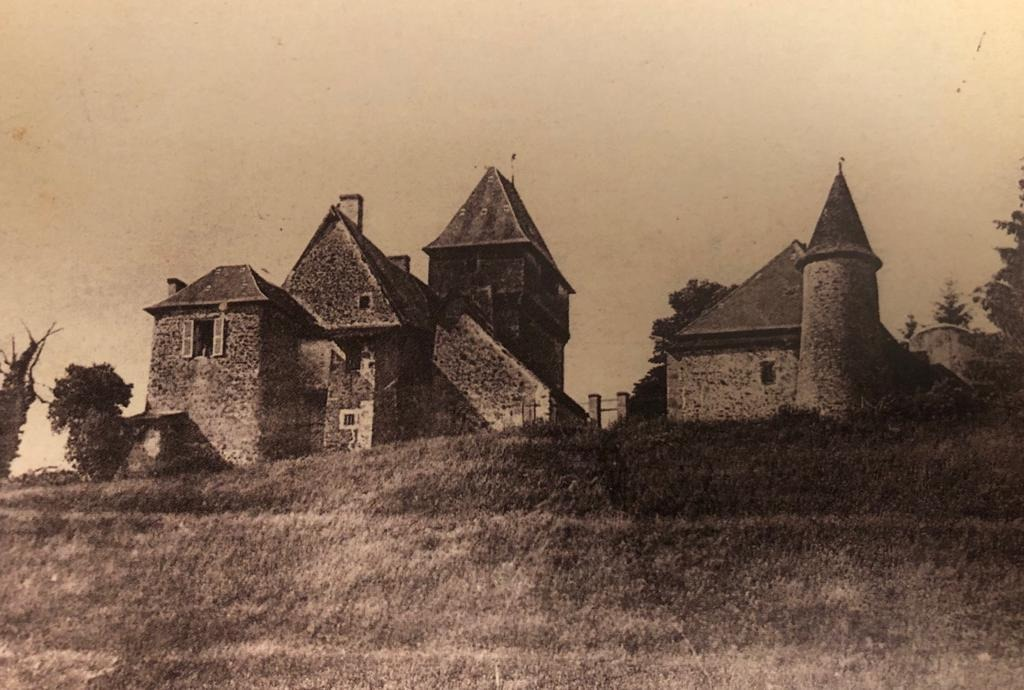
Le château de Montautre au tout début du XXe siècle

## Politique et administration

### Rattachements administratifs et électoraux

#### Rattachements administratifs
La commune se trouve dans l'arrondissement de Bellac du département de la Haute-Vienne.
Elle faisait partie depuis 1801 du canton de Bessines-sur-Gartempe. Dans le cadre du redécoupage cantonal de 2014 en France, cette circonscription administrative territoriale a disparu, et le canton n'est plus qu'une circonscription électorale.

#### Rattachements électoraux
Pour les élections départementales, la commune fait partie depuis 2014 du canton d'Ambazac
Pour l'élection des députés, elle fait partie de la troisième circonscription de la Haute-Vienne.

### Intercommunalité
Fromental était membre de la communauté de communes Porte d'Occitanie, un établissement public de coopération intercommunale (EPCI) à fiscalité propre créé fin 1997 et auquel la commune avait transféré un certain nombre de ses compétences, dans les conditions déterminées par le code général des collectivités territoriales.
Dans le cadre des dispositions de la loi portant nouvelle organisation territoriale de la République du 7 août 2015, qui prévoit que les établissements publics de coopération intercommunale (EPCI) à fiscalité propre doivent avoir un minimum de 15 000 habitants, cette intercommunalité a fusionné avec ses voisines pour former, le 1er janvier 2017, la communauté de communes Élan Limousin Avenir Nature, dont est désormais membre la commune.

### Liste des maires
| Période                                  | Période                        | Identité                             | Étiquette | Qualité                                                                    |
| ---------------------------------------- | ------------------------------ | ------------------------------------ | --------- | -------------------------------------------------------------------------- |
| Les données manquantes sont à compléter. |                                |                                      |           |                                                                            |
|                                          |                                |                                      |           |                                                                            |
| 1800                                     | 1825                           | Augustin Thouraud                    |           |                                                                            |
| 1821                                     |                                | Mathurin Labussiere                  |           | Mort sans avoir exercé son mandat                                          |
| 1825                                     |                                | Jean-Baptise Chatenet                |           |                                                                            |
| 1826                                     | 1838                           | André Viergne                        |           |                                                                            |
| 1839                                     | 1848                           | Martial Alexandre Morel de Fromental |           |                                                                            |
| 1850                                     | 1852                           | jean-Baptiste Gédeon Thouraud        |           |                                                                            |
| 1853                                     | 1876                           | Martial Louis Morel de Fromental     |           |                                                                            |
| 1877                                     | 1883                           | Pierre Barthelemy                    |           |                                                                            |
| mai 1884                                 | uin 1887                       | Jacques Bessineton                   |           |                                                                            |
| juin 1887                                |                                | François Coulaud                     |           |                                                                            |
| juillet 1887                             |                                | Jean Bassinet                        |           |                                                                            |
| juillet 1887                             |                                | Louis Leprieur                       |           |                                                                            |
| mai 1888                                 | mai 1892                       | Edmond Bittard-Ducluzeau             |           |                                                                            |
| octobre 1892                             | mai 1900                       | Jacques Barthelemy                   |           |                                                                            |
| mai 1900                                 | mai 1925                       | François Chenieux                    |           |                                                                            |
| mai 1925                                 |                                | Simon Adam                           |           |                                                                            |
| mai 1929                                 | mai 1953                       | Jean Cacaud                          |           |                                                                            |
| octobre 1953                             | mars 1965                      | Eugène Nadaud                        |           |                                                                            |
|                                          |                                |                                      |           |                                                                            |
| mars 1971                                | 1992                           | Jean Theillaud                       |           | Mort en fonction                                                           |
| avril 1992                               | 1994                           | Jean-Pierre Theillaud                | PS        | Démissionnaire                                                             |
| octobre 1994                             | mars 2001                      | Georges Fedon                        |           |                                                                            |
| mars 2001                                | mars 2008                      | Noël Viard                           |           |                                                                            |
| mars 2008                                | juillet 2023                   | Fabien Dupuy                         | DVG       | Ancien contremaître dans les usines industrielles locales Mort en fonction |
| octobre 2023                             | En cours (au 30 novembre 2023) | Thierry Paufique                     |           | Ingénieur ou cadre technique                                               |

## Équipements et services publics

### Espaces publics
Dans son palmarès 2024, le Conseil national de villes et villages fleuris de France a attribué une fleur à la commune.

## Population et société
Les habitants s'appellent les Fromentaux et les Fromentales.

### Démographie
L'évolution du nombre d'habitants est connue à travers les recensements de la population effectués dans la commune depuis 1793. Pour les communes de moins de 10 000 habitants, une enquête de recensement portant sur toute la population est réalisée tous les cinq ans, les populations de référence des années intermédiaires étant quant à elles estimées par interpolation ou extrapolation. Pour la commune, le premier recensement exhaustif entrant dans le cadre du nouveau dispositif a été réalisé en 2004.

En 2022, la commune comptait 517 habitants, en évolution de −6,17 % par rapport à 2016 (Haute-Vienne : −0,68 %, France hors Mayotte : +2,11 %).
| 1793  | 1800  | 1806  | 1821  | 1831  | 1836  | 1841  | 1846  | 1851  |
| ----- | ----- | ----- | ----- | ----- | ----- | ----- | ----- | ----- |
| 1 181 | 1 077 | 1 045 | 1 198 | 1 210 | 1 229 | 1 240 | 1 282 | 1 401 |

| 1856  | 1861  | 1866  | 1872  | 1876  | 1881  | 1886  | 1891  | 1896  |
| ----- | ----- | ----- | ----- | ----- | ----- | ----- | ----- | ----- |
| 1 301 | 1 283 | 1 364 | 1 228 | 1 241 | 1 260 | 1 353 | 1 386 | 1 406 |

| 1901  | 1906  | 1911  | 1921  | 1926  | 1931  | 1936 | 1946 | 1954 |
| ----- | ----- | ----- | ----- | ----- | ----- | ---- | ---- | ---- |
| 1 446 | 1 448 | 1 473 | 1 201 | 1 179 | 1 204 | 925  | 920  | 760  |

| 1962 | 1968 | 1975 | 1982 | 1990 | 1999 | 2004 | 2006 | 2009 |
| ---- | ---- | ---- | ---- | ---- | ---- | ---- | ---- | ---- |
| 751  | 709  | 604  | 508  | 530  | 451  | 534  | 535  | 532  |

| 2014 | 2019 | 2022 | - | - | - | - | - | - |
| ---- | ---- | ---- | - | - | - | - | - | - |
| 542  | 517  | 517  | - | - | - | - | - | - |

## Culture locale et patrimoine

### Lieux et monuments
- Église Saint-Martin de Fromental. L'édifice a été inscrit au titre des monuments historique en 2017[28].
- Abbaye de Fromental
- Dolmen de Bagnol[29]
- Menhir des Fichades[30]
- Château de Fromental[31]
- Château de Montautre

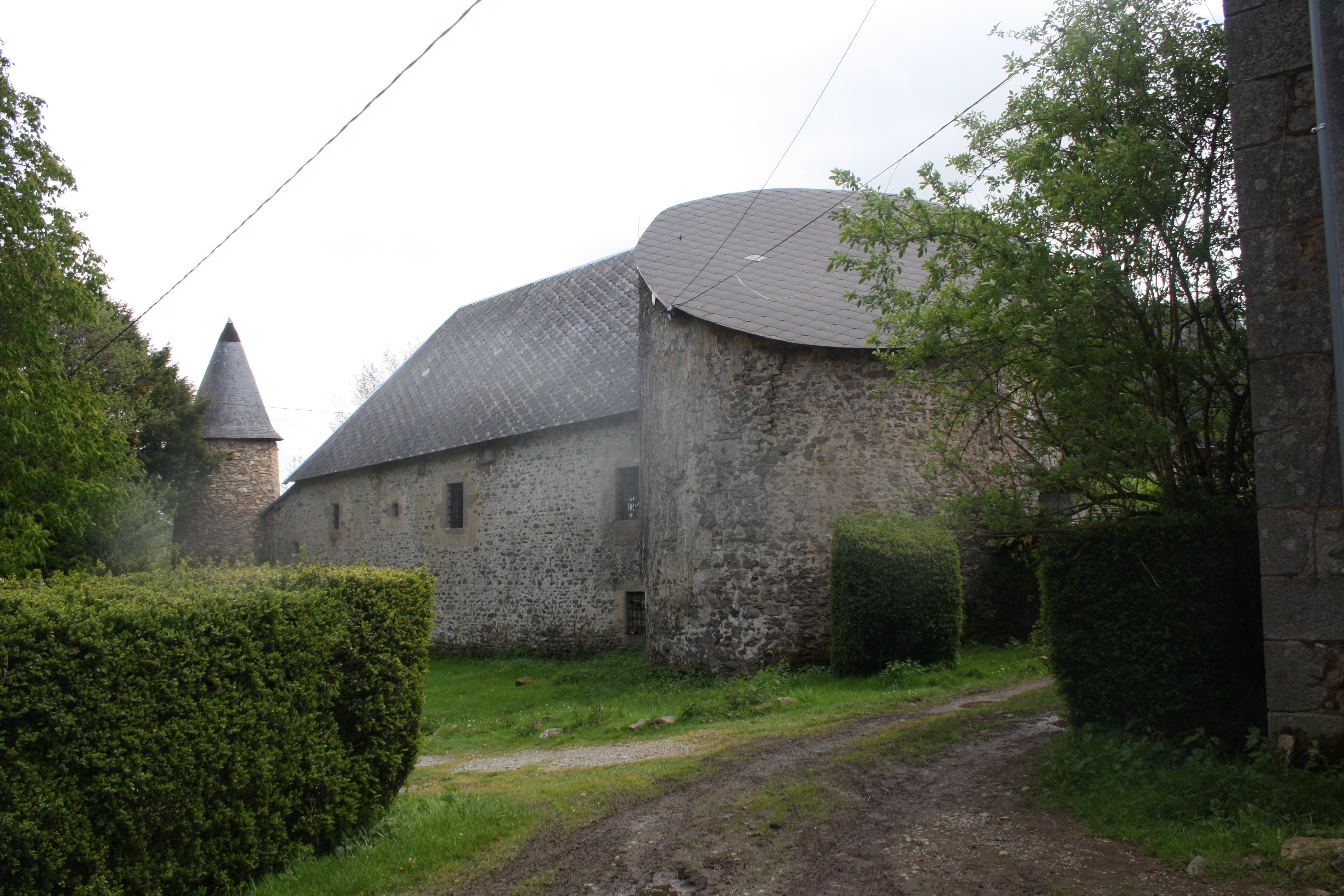
Le château de Montautre
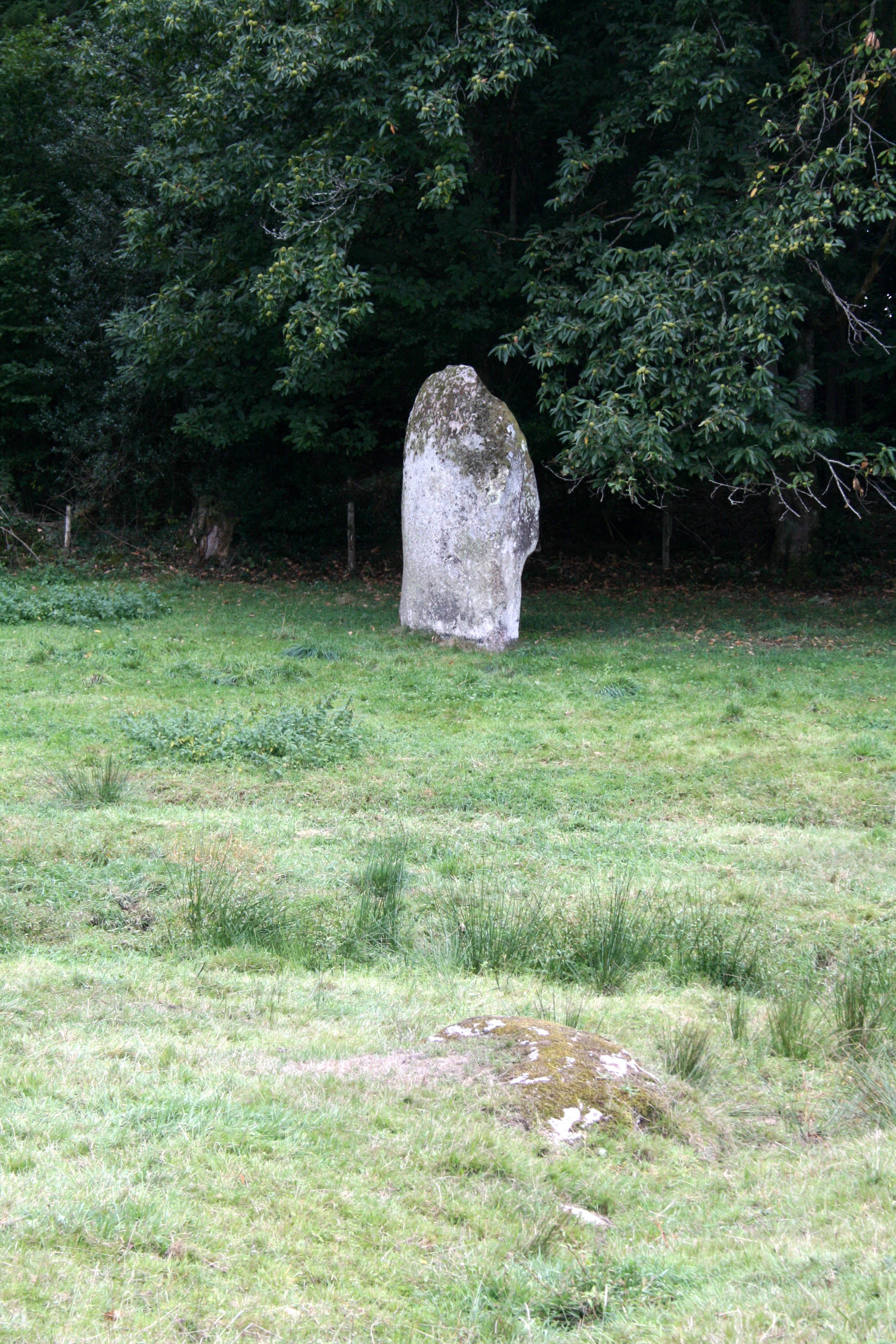
Le menhir des Fichades

### Personnalités liées à la commune
- Gabriel Maugas (1866-1931), ingénieur polytechnicien, personnalité militaire et scientifique, concepteur de sous-marins pour la Marine nationale française, y est né.

### Héraldique
| Blason de Fromental (Haute-Vienne) | Blason  | D'azur au chevron d'argent accompagné de trois étoiles d'or, celle de la pointe soutenue d'un croissant d'argent. |
| Blason de Fromental (Haute-Vienne) | Détails | Le statut officiel du blason reste à déterminer.                                                                  |

## Pour approfondir